# Europees kampioenschap dammen 2006

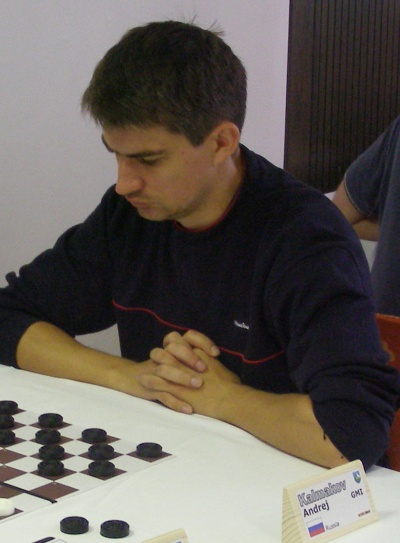
Kalmakov tijdens het toernooi

Het Europees kampioenschap dammen 2006 werd van 2 tot en met 10 september 2006 in het Sloveense Bovec met 94 deelnemers volgens het Zwitsers systeem gespeeld. 
Aleksandr Georgiejev werd kampioen met 14 punten uit 10 partijen. 
Hij bleef de met hem puntgelijk geëindigde Aleksandr Schwarzman en Guntis Valneris voor op basis van gemiddelde tegenstandersrating. 
De beste voor Nederland uitkomende dammers waren Alexander Baljakin en Kees Thijssen, beide op 1 punt achterstand. 
De beste Belgen waren Ronald Schalley (met 11 punten op de 38e plaats) en Bryan Wollaert (met 10 punten op de 57e plaats).

## Eindklassement
| plaats | speler                   | land        | punten |
| ------ | ------------------------ | ----------- | ------ |
| 1      | Aleksandr Georgiejev     | Rusland     | 14     |
| 2      | Aleksandr Schwarzman     | Rusland     | 14     |
| 3      | Guntis Valneris          | Letland     | 14     |
| 4l     | Mark Podolski            | Duitsland   | 13     |
| 5      | Alexander Baljakin       | Nederland   | 13     |
| 6      | Kees Thijssen            | Nederland   | 13     |
| 7      | Aleksej Tsjizjov         | Rusland     | 13     |
| 8      | Vladimir Milsjin         | Rusland     | 13     |
| 9      | Arnaud Cordier           | Frankrijk   | 13     |
| 10     | Andrej Kalmakov          | Rusland     | 13     |
| 11     | Moerodoello Amrillajev   | Rusland     | 13     |
| 12     | Yuri Anikejev            | Oekraïne    | 13     |
| 13     | Anatoli Gantvarg         | Wit-Rusland | 13     |
| 14     | Andrei Valjuk            | Wit-Rusland | 13     |
| 15     | Aleksandr Getmanski      | Rusland     | 12     |
| 16     | Igor Kirzner             | Oekraïne    | 12     |
| 17     | Yuri Chertok             | Rusland     | 12     |
| 18     | Paul Nitsch              | Nederland   | 12     |
| 19     | Jakov Shaus              | Israël      | 12     |
| 20     | Rinat Ishimbajev         | Rusland     | 12     |
| 21     | Dirk van Schaik jr.      | Nederland   | 12     |
| 23     | Hans Vermin              | Zwitserland | 12     |
| 24     | Marino Barkel            | Nederland   | 12     |
| 25     | Auke Scholma             | Nederland   | 12     |
| 27     | Pim Meurs                | Nederland   | 12     |
| 28     | Raimonds Vipulis         | Letland     | 11     |
| 29     | Aleksej Domchev          | Litouwen    | 11     |
| 30     | Jos Stokkel              | Nederland   | 11     |
| 31     | Ron Heusdens             | Nederland   | 11     |
| 33     | Edvardas Bužinskis       | Litouwen    | 11     |
| 34     | Erik van de Weerdhof     | Nederland   | 11     |
| 35     | Boudewijn Derkx          | Nederland   | 11     |
| 37     | Dik de Voogd             | Nederland   | 11     |
| 38     | Ronald Schalley          | België      | 11     |
| 41     | Sven Winkel              | Nederland   | 11     |
| 45     | Wouter Ludwig            | Nederland   | 10     |
| 48     | Danny Slotboom           | Nederland   | 10     |
| 52     | Wouter van Beek          | Nederland   | 10     |
| 56     | Peter van der Stap       | Nederland   | 10     |
| 57     | Bryan Wollaert           | België      | 10     |
| 58     | Reinier Stortelder       | Nederland   | 10     |
| 59     | Gertjan Kolsté           | Nederland   | 10     |
| 60     | Sjoerd ten Brinke        | Nederland   | 10     |
| 61     | Pieter Steijlen          | Nederland   | 9      |
| 62     | Jochem Zweerink          | Nederland   | 9      |
| 63     | Roel Boomstra            | Nederland   | 9      |
| 70     | Evert Wiskerke           | Nederland   | 9      |
| 71     | Robert-Jan van den Akker | Nederland   | 8      |
| 75     | Theo Meurs               | Nederland   | 8      |
| 77     | Derk-Jan Riesthuis       | Nederland   | 8      |
| 85     | Sjuul Verheij            | Nederland   | 7      |
| 86     | Thijs Spreen Brouwer     | Nederland   | 7      |
| 88     | Marten Stortelder        | Nederland   | 6      |
| 89     | Johan Demasure           | België      | 6      |
| 90     | Daniel Mullier           | België      | 5      |